# Carruanthus ringens
Carruanthus ringens är en isörtsväxtart som först beskrevs av Carl von Linné, och fick sitt nu gällande namn av Boudewijn Karel Boom. Carruanthus ringens ingår i släktet Carruanthus och familjen isörtsväxter. Inga underarter finns listade i Catalogue of Life.

## Bildgalleri

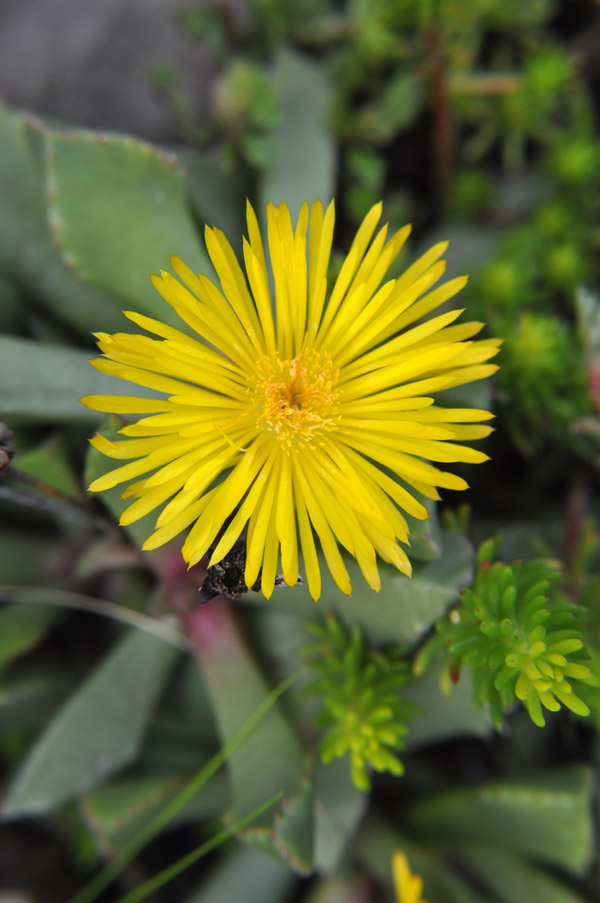
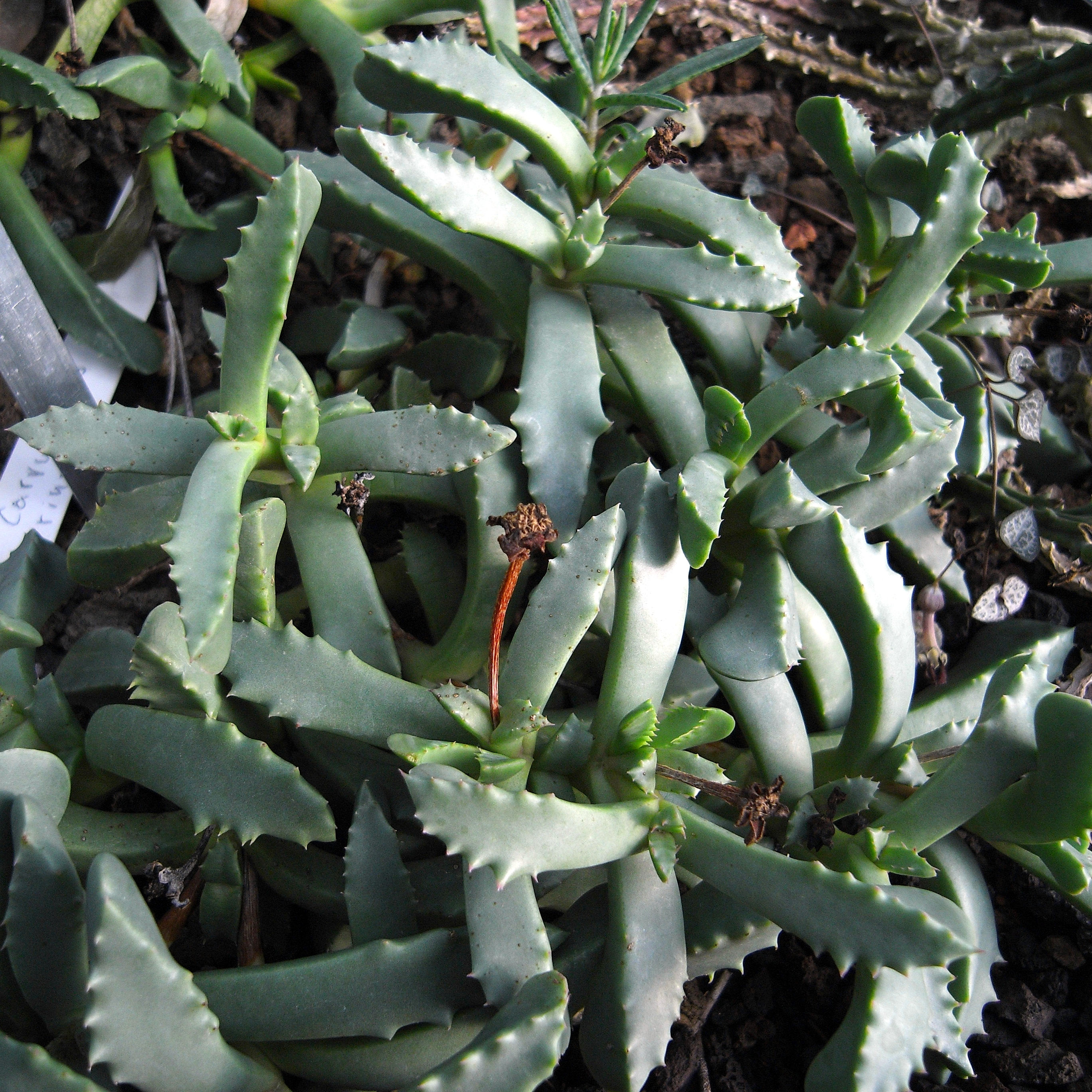
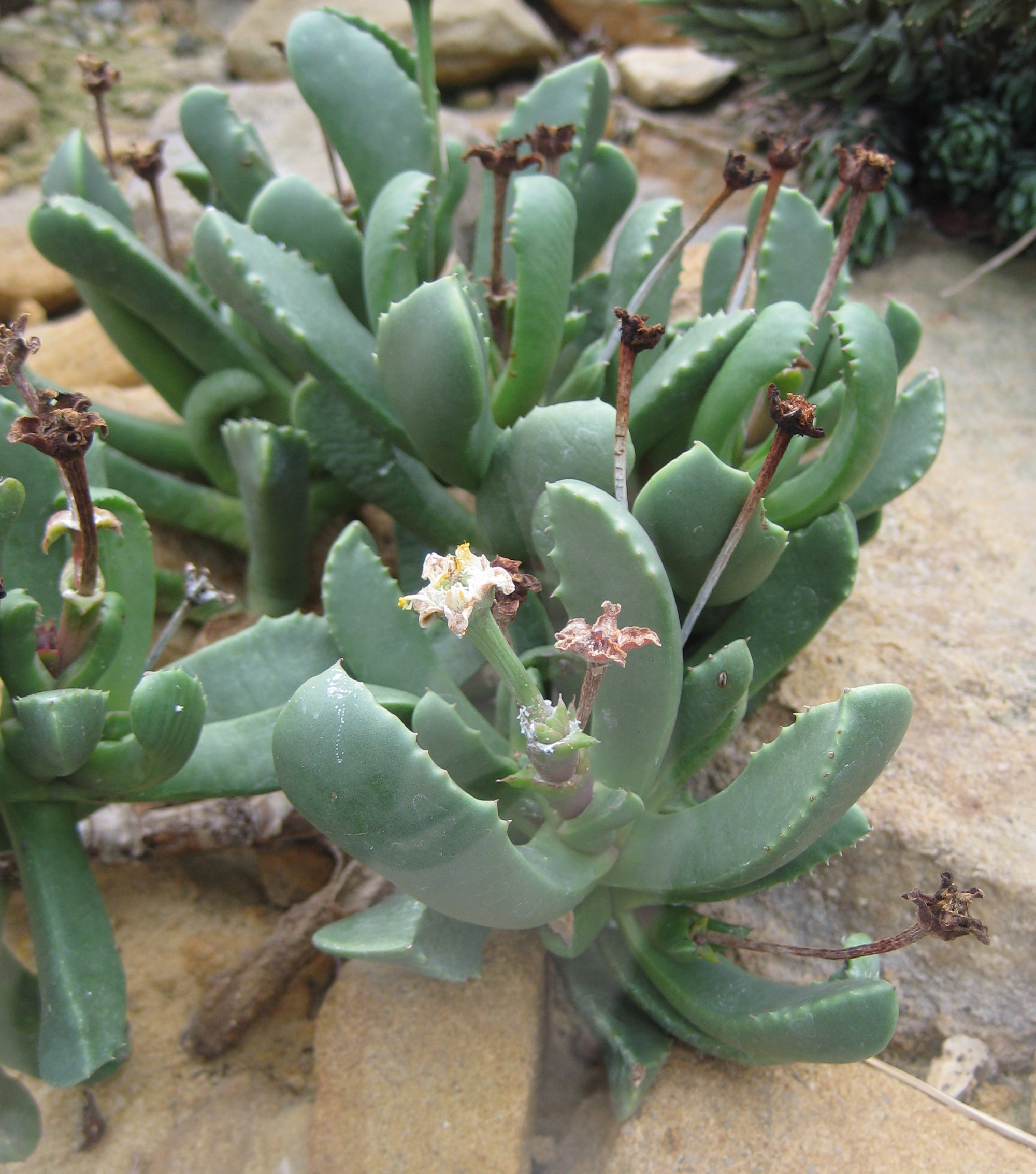